# Pierre Womé
Pierre Nlend Womé, kamerunski nogometaš, * 26. marec 1979, Douala, Kamerun.
Sodeloval je na nogometnemu delu poletnih olimpijskih iger leta 2000.